# Nieuwe Steen Investments
Nieuwe Steen Investments is een Nederlandse beursgenoteerde onderneming actief op het gebied van investeringen in vastgoed. Nieuwe Steen belegt alleen in Nederlands vastgoed. Het bedrijf was gevestigd in de Hoornse wijk Nieuwe Steen. Inmiddels is de onderneming gevestigd in Amsterdam Zuidoost. De onderneming is sinds 1998 genoteerd aan Euronext.
Accsys · Amsterdam Commodities · Avantium · Azerion ·B&S · BAM Groep · Brunel International · CM.COM · Ebusco · Fastned · ForFarmers · Heijmans · Kendrion · Nedap · Nieuwe Steen Investments · NX Filtration · Ordina · Pharming · PostNL · Renewi · Sif Group · Sligro Food Group · TomTom · Vastned Retail · Vivoryon Therapeutics · Wereldhave